# Iglesia de la Asunción (Castillejo de Mesleón)
La iglesia de la Asunción es una iglesia de la localidad española de Castillejo de Mesleón, en la provincia de Segovia. Cuenta con el estatus de Bien de Interés Cultural.

## Descripción
Ubicada en la localidad segoviana de Castillejo de Mesleón, en Castilla y León, se encuentra situada fuera del casco urbano de la localidad. De factura románica, de una sola nave, con presbiterio y ábside semicircular, presenta diversas reformas en el siglo XVII, época a la que corresponden la espadaña, el atrio y la escalera semicircular del hastial oeste de la iglesia.
Al exterior, el ábside presenta un basamento de mampostería tosca, separado mediante una imposta, de un segundo cuerpo realizado en sillares calizos, sobre los que se abren cuatro huecos, dos de ellos románicos, con arco de medio punto sobre columnas con capiteles labrados con decoración foliada, intercalándose a la altura de las impostas una cornisa que primitivamente recorría todo el ábside, labrada en jaqueado en dos hileras, motivo que se repite en la arquivolta exterior de los arcos.
El 12 de enero de 1995 fue declarada Bien de Interés Cultural con la categoría de monumento, mediante un decreto publicado en el Boletín Oficial de Castilla y León el día 18 de ese mismo mes.